# Egin kantu!
Egin kantu! (en lengua vasca, ¡Canta!) fue un programa de televisión, un concurso de talentos musical, emitido por EITB Media de 2006 a 2010 y presentado por Nerea Alias. Un concurso de talentos musicales con votación de los espectadores y elementos de programas de telerrealidad, cuyo objetivo era encontrar la próxima sensación del canto del País Vasco y Navarra.
El talent show se transmitió entre 2006 y 2010, con buena acogida y audiencia, siendo un formato de éxito de EITB Media. Fue uno de los programas más exitosos de EITB Media, con una de las cuotas de audiencia más altas de la cadena ETB1.

## Historia
Fue un concurso de talentos musical (talent show musical), emitido por la cadena ETB1 y distribuido por EITB Media. El programa fue producido por la productora Baleuko, dirigido por el productor de cine y televisión Eduardo Barinaga y codirigido y editado por Lorea Perez de Albeniz. El tema principal del talent era Egin kantu (canción).
El programa se emitió entre los años 2006 y 2010, contando con buena acogida y audiencias, siendo un formato de éxito de EITB Media. Fue uno de los programas más exitosos de EITB Media, con cuotas de audiencia de alrededor de 8-10% (de las cuotas de audiencia más altas de la cadena).
El programa se empezó a emitir en septiembre de 2006, en la cadena ETB1. La presentadora del talent fue Nerea Alias, durante las cuatro temporadas del programa. El programa terminó tras cuatro temporadas el año 2010, que fue la última emisión del concurso.
El concurso dio a conocer a numerosos artistas del panorama musical vasco. El talent fue una cantera de talentos, del que surgieron posteriormente varios cantantes y artistas de renombre, como Ane Negueruela, Elene Arandia, María Ereña, Maialen Urbieta, Izar Algueró, Maialen Diez, Beñat Urkiola...

## Formato
El formato del programa seguía un funcionamiento parecido a otros como Operación Triunfo, La Voz o La Voz Kids. La mecánica del concurso consistía en elegir entre un grupo de concursantes (con edades de entre 9 y 16 años) a aquellos que destaquen por sus cualidades vocales, con el voto del público, con el objetivo de tratar de encontrar la mejor voz.
Los participantes del concurso debían en primer lugar pasar una audición de selección donde eran seleccionados o no para participar (casting-audición). Después, ya dentro del concurso, los concursantes se iban enfrentando unos a otros en diferentes duelos. Los ganadores de cada programa eran elegidos por el público, que votaba sus cantantes favoritos. Así gala tras gala y duelo tras duelo hasta conocerse el ganador o ganadores.
En cada programa la audiencia votaba a su aspirante preferido (voto del público) hasta que hubiera un ganador. En cada programa los concursantes cantaban tanto canciones en lengua vasca como éxitos internacionales y hits del momento.
Los concursantes debían superar distintas fases de un casting para poder ser concursantes en el programa.
En cada gala del programa había un participante invitado (invitado sólo en ese episodio, era un "participante invitado de un sólo episodio/gala"). Después de todas las actuaciones de los concursantes en esa gala, el participante invitado cantaba una canción, mientras el público votaba a los concursantes y el voto del público se contaba.

## Canciones
Los concursantes solían competir con éxitos nacionales e internacionales del momento (2006-2010). Entre ellos, «Zapatillas» (El Canto del Loco), «Me voy» (Julieta Venegas), «Ni Una Sola Palabra» (Paulina Rubio), «Vas a volverme loca» (Natalia), «Cien gaviotas» (Duncan Dhu), «A toda mecha» (Santa Justa Klan), «La maleta del abuelo» (Maria Isabel), «Y Yo Sigo Aquí» (Paulina Rubio), «20 de Enero» (La Oreja de Van Gogh), «Video Killed the Radio Star» (The Buggles), «Wake Me Up Before You Go-Go» (Wham!), «Besos» (El Canto del Loco), «Kisiera yo saber» (Melendi), «Limón y sal» (Julieta Venegas), «True Blue» (Madonna), «Muñeca de trapo» (La Oreja de Van Gogh)...
Además también solían competir con éxitos en lengua vasca del momento, tales como, «Lokaleko leihotik» (Betizu Taldea), «Gora Gora Betizu» (Betizu Taldea), «Kolperik jo gabe» (Betizu Taldea), «Ez Gaitu Inork Geldituko» (Urtz), «Ilargia» (Ken Zazpi), «Lau teilatu» (Itoiz), «Marea gora» (Itoiz), u otros.

## Productos del programa
Como el show de talentos fue uno de los más exitosos de EITB Media, muchos fueron los productos y merchandising que surgieron de él. Entre los productos publicados se encuentran, entre otros, el CD oficial con canciones del programa, el DVD oficial con los capítulos del programa o el CD-DVD oficial con un karaoke del programa.

### Grupo de música
El CD oficial del programa fue grabado por los ganadores del programa (grupo de música oficial del programa): Maialen Diez, Oihan Larraza, Beñat Urkiola y Ane Gonzalez. Además, en uno de sus álbumes, contaron con la colaboración del cantante y exintegrante del grupo de música Betizu Taldea Telmo Idígoras.
El grupo de música formado por Maialen Diez, Oihan Larraza, Beñat Urkiola y Ane Gonzalez (grupo de música Egin Kantu) sustituyó al grupo de música Betizu Taldea (2002-2006).
Además, otro de los productos del talent show fueron los conciertos de Egin kantu!. El grupo de música oficial formado por los cuatro ganadores del programa ofrecieron diferentes conciertos por todo el País Vasco y Navarra, interpretando las canciones oficiales del programa.

## El equipo
El programa contaba con un equipo de profesores y coaches profesionales. El coach de canto del programa era Joxe Mendizabal y la profesora de baile y coreógrafa del programa era Naiara Santacoloma.
Tras superar todas las fases del casting, los concursantes preparaban previamente cada una de sus actuaciones con diversas clases y ensayos de voz y canto y danza.

## Participantes (concursantes)
Entre los participantes (concursantes) que han participado en Egin kantu! en cualquiera de las ediciones o temporadas se encuentran, entre otros: Ane Negueruela, Elene Arandia, María Ereña, Maialen Urbieta, Izar Algueró, Maialen Diez, Beñat Urkiola, Oihan Larraza, Ane González, Ainhoa Nieto, Itxaso Gil, Ixone Andreu, Andoni Polo, Naroa Merino, Imanol Aparicio, Joxan Mendizabal, Sara Larrañaga, Unai Miranda, Silvia Raya, Ukerdi Arrondo, Leire Garijo, Irati Echarri, Naiara Urresti, Ernesto Garitaonandia, Helena Elizondo, Maddi Aldasoro, Inge Garziandia, Amaia Lertxundi, Iara Barriga, Mirari Corchete, Helene Zeberio...

## Impacto cultural
El concurso Egin kantu! supuso un éxito para la gran mayoría de la generación de niños nacidos en los 90. Su larga duración (2006-2010) y sus altas cuotas de audiencia lo hicieron muy popular y conocido en el País Vasco y Navarra, siendo un producto audiovisual muy conocido.
Algunos ejemplos de su impacto, visibles en la red social X (antes Twitter), entre otros:
- Martin_Paluego (05-12-2020). «Que vuelva egin kantu último aviso» (tuit)  – vía X/Twitter.
- sleepingkell (01-11-2019). «La voz es una imitación barata de egin kantu no tengo pruebas pero tampoco dudas» (tuit)  – vía X/Twitter.

- Clara_de_luna_ (24 de mayo de 2022). «Oh you mean EGIN KANTU???????» (tuit)  – vía X/Twitter.
- Clara_de_luna_ (24 de mayo de 2022). «Decidme que alguna conocéis/os acordáis de Egin Kantu por dios» (tuit)  – vía X/Twitter.
- Mirari_L (26 de septiembre de 2019). «pero si egin kantu era un programón!» (tuit)  – vía X/Twitter.
- cucciolina_ (11-03-2019). «fantasia de programa me muero egin kantu kalean egin kantu lanean egin kantu egin kantuuuuuuuuuu» (tuit)  – vía X/Twitter.
- claroquesitia (13 de febrero de 2020). «para empezar me hubieran cogido en egin kantu porque hice un casting de la ostia me lleve una guitarra de betizu para cantar lokakeko lehiotik pero como estaba gorda tuvieron que renunciar a mi talento» (tuit)  – vía X/Twitter.
- artizarrr (17 de febrero de 2023). «cuando egin kantu existía la salud mental de la juventud vasca estaba mil veces mejor» (tuit) (en euskera) – vía X/Twitter.
- gaztea (24 de febrero de 2023). «Betizu kluba, Egin Kantu!... @NereaAlias es una de las estrellas de nuestro imaginario colectivo, y en #BenetanZabiz le han hecho la entrevista que merece» (tuit) (en euskera) – vía X/Twitter.

Ejemplos de su impacto cultural en otras redes sociales y contenido multimedia:
- ARGIA, @argia.eus. «La mayoría de ídolos provienen de la televisión. En nuestro caso: ETB. O de Disney Channel. Entonces, nosotros teníamos: Nerea Alias y Egin Kantu. O Sharpay y High School Musical.». tiktok.
- @argia.eus (14 de marzo de 2024). «ETB o Disney Channel? Nerea Alias o Sharpay? Egin Kantu o High School Musical?» – vía Instagram.
- Argia Podcast. Berezkoa Ta Naturala (BTN). 4 de marzo de 2024. "El Club de Fans de Jesucristo es el más grande del mundo".[28]